# Bonfante (cognome)
Bonfante è un cognome di lingua italiana.

## Varianti
Bonfanciullo, Bonfanti, Bonfantini.

## Origine e diffusione
Il cognome è tipicamente centro-settentrionale.
Potrebbe costituire una variante di Boni e Fanti e significare "che tu sia un buon fanciullo". È affine al cognome Bonfiglio.

## Persone
- Carlo Bonfanti (1875-1933) – tuffatore italiano
- Carlo Bonfanti (1913-2001) – ciclista su strada italiano
- Francesco Bonfanti (1898-1959) – ingegnere e architetto italiano